# Caty McNally
Catherine "Caty" McNally (n. 10 noiembrie 2001) este o jucătoare de tenis americană. Cea mai bună clasare a sa la simplu este locul 54 mondial, în mai 2023, iar la dublu locul 11 mondial, în aprilie 2022. Ea este cel mai bine cunoscută pentru parteneriatul de dublu cu Coco Gauff, care este poreclit „McCoco” de către fani și mass-media. A câștigat opt titluri de dublu pe Circuitul WTA, trei dintre ele cu Gauff, iar perechea a ajuns în finala US Open 2021. Ea a ajuns și în finala de dublu la US Open 2022 în parteneriat cu Taylor Townsend.
Ea a câștigat șase titluri de dublu pe Circuitul ITF, și două titluri de simplu pe Circuitul ITF și a ajuns în runda a treia la US Open 2020.